# Total War: Rome II
Total War: Rome II es un videojuego de estrategia desarrollado por The Creative Assembly y publicado por SEGA el 3 de septiembre de 2013 para Microsoft Windows. Es la octava entrega de la serie de videojuegos Total War y la secuela indirecta del juego de 2004, Rome: Total War.
Al igual que su predecesor, Total War: Rome II tiene lugar en la antigüedad clásica enfocado en la República Romana, la que puede ser transformada en el Imperio Romano si así lo desea el jugador.

## Facciones
La facciones más importantes son:
- República romana
- Cartago
- Epiro
- Esparta
- Atenas
- Seléucidas
- Ponto
- Egipto
- Bactria
- Suevos
- Icenos
- Lusitanos
- Arevacos
- Macedonia
- Ardiaeos
- Reino Odrisio
- Getas
- Arvernos
- Escitas Reales
- Partavas
- Nervios
- Siracusa
- Imperio de Palmira
- Imperio galo

## Sistema de juego
Total War: Rome II está situado en la antigüedad clásica, y se centra en retratar cada cultura de la época clásica con la mayor precisión y profundidad posible, a diferencia de su predecesor, que retrató a muchas facciones anacrónicamente. La gran campaña comienza en 272 aC, y tiene una duración de 300 años. Sin embargo, el jugador también tiene la opción de jugar más, ya que no existen condiciones de victoria cronometradas en Rome II.
Warscape Engine provee los elementos visuales del juego y las nuevas cámaras de unidad permiten que los jugadores se centren en unidades individuales en el campo de batalla, el cual puede contener miles de combatientes a la vez. The Creative Assembly ha manifestado su deseo de sacar el lado más humano de la guerra de esta manera, soldados que reaccionan con horror cuando sus camaradas mueren alrededor de ellos y oficiales que inspiran a sus hombres con discursos heroicos antes de que las torres de asedio golpeen las paredes de la ciudad enemiga. Esto se realiza utilizando animaciones faciales para las unidades individuales, añadiendo una sensación de horror y realismo a las batallas.
Los ejércitos a tierra y navales tienen posturas cambiantes en el mapa de campaña. Las posturas determinan factores en el mapa de campaña, tales como puntos de movimiento totales por turno o la capacidad de desplegar trampas para una emboscada. Por ejemplo, la postura "Marcha forzada" puede permitir a un ejército marchar más lejos, pero también agota a sus hombres y reduce su capacidad de lucha, dejando a los ejércitos vulnerables a una emboscada; la "Posición defensiva" permite al jugador colocar fortificaciones, además de estacas con punta en fosos y barriadas y la "Posición de emboscada" permite la colocación de trampas, como bolas de fuego, pozos de azufre... Los ejércitos en Rome II pueden estar compuestos por un máximo de 40 unidades, incluyendo unidades navales y terrestres y deben tener un general para guiarlos. El poder de una facción individual, o "imperium", determina el número de ejércitos que puede recaudar. Una facción puede ganar más al conquistar más regiones y adquirir más oro. Los jugadores también tienen la capacidad de nombrar a sus ejércitos y cambiar sus emblemas.
Cuando se forma un ejército, el jugador debe elegir un general de una lista de miembros de la facción disponibles para liderar el nuevo ejército. Cuando se reclutan nuevas unidades, el ejército entra en modo de reclutamiento y no se puede mover hasta que las nuevas unidades se hayan añadido al ejército. Ambos ejércitos y generales pueden adquirir habilidades y rasgos que suben de nivel después de las batallas. Cada habilidad se puede actualizar hasta tres veces para mejorar un ejército o el rendimiento del general. Por otra parte, si un ejército pierde su general, uno nuevo será nombrado por el jugador después de la batalla en la que el general cayó. Estas reglas también se aplican a las flotas y almirantes de marina de la facción.
Al igual que con Total War: Shogun 2, al jugador se le pedirá tomar decisiones. The Creative Assembly ha ampliado en esta mecánica, con cada decisión que conduce al jugador por una "ruta de decisión" en particular sobre la base de las anteriores decisiones del jugador. Estas decisiones entonces afectarán la forma en que la campaña se desarrolla, como volver la república romana en el Imperio Romano a través de una guerra civil. Además, en lugar de asignar rasgos exclusivamente a generales y miembros de la familia como en juegos anteriores de Total War, el jugador puede asignar características a las legiones a medida que adquieren experiencia de combate a través de sus años de conquista.

## Desarrollo
El 2 de julio de 2012, The Creative Assembly anunció oficialmente en una prensa especializada, la demostración del nuevo motor gráfico de Warscape modificado con escenas pregrabadas de una batalla de las guerras púnicas entre Roma y Cartago, además de detalles sobre las nuevas características del juego en general.
Cuenta con un mapa de campaña más grande que la versión original, el que incluirá más territorios al este de Europa. Otra adición importante será la modificación de cómo funcionan las revueltas y los rebeldes. A diferencia del primer Rome: Total War, Total War: Rome II no contará con una facción «Rebelde», sino que incluirá muchas facciones menores (por ejemplo, una para cada ciudad-estado griega). También traerá más facciones mayores y hará que las decisiones que el jugador toma sobre su facción, similares a las incluidas en Total War: Shogun 2 tengan una mayor trascendencia al ser interconectadas con otras y afecten más profundamente el progreso de la campaña.
En cuanto a las batallas en tiempo real, el nuevo motor gráfico que utilizará Total War: Rome II permitirá un mayor detalle en cada soldado individual y del terreno, lo que hace que el «drama humano» y la «máquina de guerra romana» se haga más vívida. Además, las ciudades y batallas navales también se beneficiarán de este mayor nivel de detalle. Parte de este enfoque tiene la intención de hacer que las batallas se sientan más reales, y que por ende, haya una menor cantidad de estas pero sean más significativas. De esta manera, los desarrolladores tienen la intención de hacer que el jugador piense más como «un general romano», y no simplemente como un conjunto de unidades con diferentes armas.
El 26 de septiembre de 2012, The Creative Assembly publicó el primer avance con vídeo de las batallas en tiempo real.

## Recepción
El juego fue bien recibido por los críticos en su lanzamiento. La revista especializada en videojuegos para PC, PC Gamer, indicó que el juego aún mantiene los elementos que hicieron famosa a la serie Total War. No obstante también resaltó una serie de bugs menores y algunos elementos simplificados del mapa de la campaña o el desarrollo de los personajes de la facción del jugador. El blog británico especializado en juegos de PC, Rock, Paper, Shotgun, hizo eco a las observaciones de PC Gamer, pero igualmente diciendo que el juego no dejaba de ser "espectacular" y muy divertido, pero que aún le faltan algunos detalles para alcanzar el nivel que en su momento tuvo el juego original.

### Cuestiones técnicas y controversias
Tras el lanzamiento muchos usuarios reportaron fallas técnicas, como ser incapaz de cargar el juego después de la instalación, apagones, problemas de optimización de la textura e inteligencia artificial rota, también se reportó constantemente pobre el rendimiento del juego. Kotaku informó también de ciertos jugadores que experimentaban problemas con la animación dentro de las batallas. En una crítica negativa por Rich Stanton para The Guardian, informa tener que volver a descargar el juego completo tras problemas con su propia copia, señalando que su "PC corre Shogun II en la configuración ultra sin ningún problema pero Rome II en la medio hace que sea asfixie como un perro, y, juzgando por el propio foro de los desarrolladores muchos otros están teniendo los mismos problemas". Después de su lanzamiento, la desarrolladora The Creative Assembly anunció parches regulares con el fin de solucionar los problemas denunciados, con la primera actualización que vino el viernes que la misma semana de lanzamiento. En los foros oficiales de Total War, los administradores en nombre del director creativo Mike Simpson emitieron una disculpa junto con una declaración, con la promesa de arreglar aún más el juego, animando a los jugadores que reportaran todos los problemas, dada la variedad y diferencia de los problemas entre los jugadores. Simpson más tarde paso a exponer, en una segunda declaración pública sobre los nuevos y futuros arreglos, y pidiendo más apoyo de los jugadores y al mismo tiempo "esperando que podamos tratar fundamentalmente nuestros lanzamientos manera diferente en el futuro".